# 松平信義 (又右衛門)
松平 信義（まつだいら のぶよし）は、江戸時代前期から中期の旗本。堅綱系大河内松平家2代。
慶安4年（1651年）に大河内宗家14代・大河内重綱の三男として江戸で生まれる。寛文5年（1665年）12月11日に松平堅綱の遺領を相続する。寛文9年（1669年）3月25日に書院番となる。元禄5年（1692年）6月27日に徒頭となり、12月18日に布衣の着用を許される。元禄7年（1694年）7月7日に死去。享年44。